# Halteromyces radiatus
Halteromyces radiatus är en svampart som beskrevs av Shipton & Schipper 1975. Halteromyces radiatus ingår i släktet Halteromyces och familjen Cunninghamellaceae.   Inga underarter finns listade i Catalogue of Life.